# 馥芳艾纳香
馥芳艾纳香（学名：Blumea aromatica）别名香艾、薄葉艾納香、馥芳艾香，是菊科艾纳香属的植物。特徵：多年生直立草本至亞灌木，株高0.8~2.2m，上部多分枝；全株被腺毛及多細胞毛。葉，兩面被毛，不規則鋸齒緣；下部較小，倒卵形，近無柄；中部最大，長橢圓形，長可達20~30cm；上部最小，披針形至卵狀披針形，花序總梗由上部葉腋伸出。頭花頂生或腋生，圓錐狀排列；總苞圓柱形，被多細胞毛，苞片5~6曾，反捲。頭花全為管狀(心)花，黃色。瘦果圓柱形，被毛，長1~1.5mm。

### 分布
阿薩姆、泰国、不丹、锡金、台湾岛、缅甸、中南半岛、尼泊尔、印度以及中国大陆的广西( 中國 )、福建、贵州、云南、广东、四川、中南半島、喜馬拉雅山等地，台灣生长于海拔600米至1,700米的低至中海拔山區，多生长在低山林缘、荒坡、山谷路旁和道路兩旁等多零星出現，目前尚未由人工引种栽培，花期通常在10月到翌年3月。